# 피아노 협주곡 3번 (베토벤)
《피아노 협주곡 3번 다단조, 작품 번호 37》은 루트비히 판 베토벤에 의해 쓰인 피아노 협주곡이다.

## 개요
베토벤은 《피아노 협주곡 1번》의 초연 이듬해인 1796년에 이 악곡의 스케치를 시작하고 있다. 당초 《교향곡 1번》의 초연일과 같은 날짜인 1800년 4월 2일에 초연을 진행할 목표로 세우고 있었지만, 이 시점에서는 첫 악장 밖에 할 수 없는 상황이었고, 약 3년 후인 1803년 4월 5일에 테아터 안 데어 빈에서 가진 연주회에서 겨우 초연에 도달했다. 이때 그의 《교향곡 2번》과 오라토리오 《감람산 위의 그리스도》도 함께 초연되었다. 이 연주회는 베토벤에게 많은 수익을 안겨다 주었는데, 합스부르크 정부의 일반 공무원 연봉의 몇 배인 1,800 길더로 알려져 있다.  이때에도 독주 피아노 파트는 거의 비어있는 채 베토벤 자신이 피아노 독주자로서 즉흥적으로 극복했으며, 비평가들의 리뷰에서는 반응이 엇갈렸다.
독주 피아노 파트가 완성된 후 처음 연주된 것은 초연으로부터 1년 여가 지난 1804년 7월의 일로, 이때에는 베토벤의 제자인 페르디난트 리스에 의한 피아노 독주로 연주되었다. 이 두 번째 공연에서는 훨씬 더 좋은 반응을 얻었고, 《일반음악신문》은 이 협주곡을 "베토벤 최고의 작품 중 하나"로 선정했다.
덧붙여, 이 악곡의 초연 전 연도인 1802년에 베토벤은 자신의 귀 질환에 대한 절망감 등으로 인해 하일리겐슈타트 유서를 쓴 바 있는데, 앞서 언급했듯이 그 자신이 이 악곡의 초연에서 피아노 독주자로서 연주하고 있다는 점에서, 이 악곡의 초연 당시에는 그의 귀 병세가 그리 심각하지는 않았다고 추측할 수 있다.
이 악곡의 초판은 1804년 11월에 빈의 예술과 산업 상점 출판사를 통해 간행되었고, 헌정은 루이 페르디난트 폰 프로이센 왕자에게 이루어졌다.

## 악기 편성
| 독주 악기 | 독주 악기 | 오케스트라 | 오케스트라 | 오케스트라   | 오케스트라 | 오케스트라 | 오케스트라 | 오케스트라  | 오케스트라  |
| 독주 악기 | 독주 악기 | 목관 악기  | 목관 악기  | 금관 악기    | 금관 악기  | 타악기     | 타악기     | 현악 합주단 | 현악 합주단 |
| --------- | --------- | ---------- | ---------- | ------------ | ---------- | ---------- | ---------- | ----------- | ----------- |
| 피아노    | ●         | 플루트     | 2          | 호른         | 2          | 팀파니     | ●          | 제1바이올린 | ●           |
| 기타      |           | 오보에     | 2          | 트럼펫       | 2          | 기타       |            | 제2바이올린 | ●           |
| 기타      | 클라리넷  | 2          | 기타       |              | 비올라     | 기타       | ●          |             |             |
| 기타      | 바순      | 2          | 기타       | 첼로         | ●          | 기타       |            |             |             |
| 기타      | 기타      |            | 기타       | 콘트라베이스 | ●          | 기타       |            |             |             |

## 악장 구성
작품은 전3악장으로 이루어져 있으며, 총 연주 소요 시간은 대략 36분 정도이다.

### 제1악장. 알레그로 콘 브리오
2/2 박자, 다단조, (협주적) 소나타 형식, 약 17분 소요.
제1제시부(오케스트라 제시부)에서는 먼저 현악기 만으로 어둠과 열기를 담은 제1주제를 조용히 연주한다. 그러다가 관악기가 가세하면서 점차 이 주제에 힘을 불어넣는다. 제2주제는 바이올린과 클라리넷에 의해 부드럽게 연주된다. 그 후 제1주제가 카논풍으로 재귀하고, 마침내 피아노가 등장하여 제2제시부(독주 제시부)가 시작된다. 이 피아노가 등장 하는 부분은 상행하는 음계로 되어 있다. 아무런 장식도 없이 단순하게 "도레미♭파솔라시도"로 나오는 힘은 매우 신선하다. 이 독창적이고 드라마틱한 부분에 이어 제1주제가 연주된다. 이 부분은 오케스트라 제시부  때 보다 더 장식적이다. 제2주제도 피아노에 의해 연주가 시작되고, 오케스트라가 받는다.

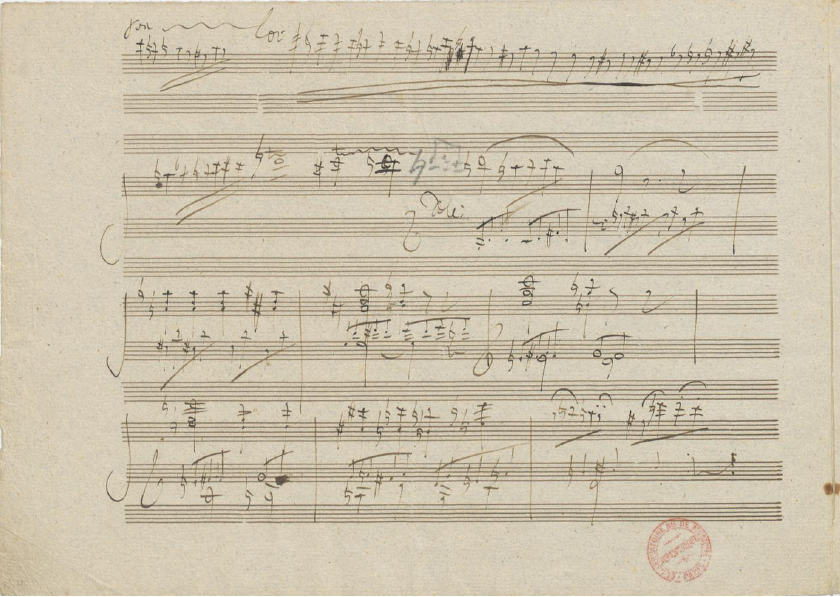
제1악장의 카덴차

전개부는 오케스트라로 시작하여, 피아노와 심도 깊은 대화를 나눈다. 여기에서는 제1주제가 다루어진다. 구조는 단순하며 동일한 주제를 인상적으로 만든다.
재현부에서는 오케스트라가 제시부에서와 같이 단조의 9의 화음을 구축하고, 이에 응답을 하는 관악기와 함께 포르티시모로 제1주제를 확실하게 재지정한다. 그 후 제2주제의 귀환을 위해 다장조로 조바꿈을 한다. 그러자, 곧 다장조에서 다단조로 전환되고, 카덴차로의 어두운 전환이 발생한다.
카덴차는 바장조의 속칠화음으로 반휴지되고 있다: 베토벤은 이 악장을 위한 하나의 카덴차를 썼다. 그가 쓴 카덴차는 63마디의 한 작품이 있다(때때로 폭풍우가 몰아치고 피아니시모로 진정되는 일련의 트릴로 끝난다). 대체 카덴차로는 파질 세이, 빌헬름 켐프, 클라라 슈만, 프란츠 리스트, 이그나츠 모셸레스(그의 카덴차가 요하네스 브람스에게 잘못 귀속됨), 샤를 발랑탱 알캉과 같은 많은 작곡가들과 피아니스트들에 의한 것들이 있다.
카덴차 이후에는 제1주제에 의한 코다로 끝을 맺는다. 유사성이 느껴지는 모차르트의 《피아노협주곡 24번》과 마찬가지로 카덴차 이후에도 피아노 연주가 이어진다. 코다에서는 제1주제 후반부의  "C-G, C-G"의 소리를 팀파니가 연주한다고 하는 획기적 수법을 취하고 있다. 이 수법은 훗날 《교향곡 9번 "운명"》에서 대담하게 사용되고 있다.

### 제2악장. 라르고
3/8 박자, 마장조, 복합 세도막 형식, 약 10분 소요.
감동적인 상념의 분위기가 가득하다. 독주 피아노는 화음이 풍부한 느슨한 선율을 연주하고 있으며, 성가의 풍미가 있다. 한 평론가는 이 악장에 관하여 "창조적인 편곡이 가득한 피아노는 오케스트라의 구조에 완벽하게 통합되어 있다"고 말하고 있는데, 이는 베토벤의 정점이기도 하다.
다단조의 첫 악장과 비교해 볼 때, 이 악장은 마장조라고 하는 아주 먼 관계의 조성으로 쓰여져 있다. 또, 오케스트라의 편성이 전후의 악장보다 작게 느껴지고 있어, 마치 오아시스와도 같은 느낌을 주고 있다.
제1부는 제1악장과는 완전히 다른 세계에 들어선 것 같은 느낌이 들고 있으며, 부드럽고 온화하다. 우선 피아노에 의해 시작되고, 관현악이 약음기를 붙이며 이에 응답을 하고 있는데, 때때로 어슴푸레한 느낌이 드는 등, 같은 시기에 쓰인 베토벤의 다른 작품 《교향곡 2번》의 제2악장과 상통하는 기분을 가지고 있다.
제2부는 제1바이올린의 서정적인 멜로디로 출발한다. 피아노에 의한 아라베스크풍의 장식적인 프레이즈와 관악기와의 얽힘이 계속 되며, 점점 깊은 경지의 세계로 들어간다.
제3부는 제1부의 재현으로 시작된다. 여기에서도 제1악장과 같이 피아노에 상행하는 음계의 것이 몇차례 반복해서 나오지만, 이 악장에서는 몹시 섬세하게 연주되어, 뭐라 표현할 수 없는 낭만적인 기분을 자아낸다. 짧은 카덴차 이후에 음악은 사라지는 듯 약해져가고, 마지막에 이르러서는 강한 화음이 연주되어 끝을 맺는다.

### 제3악장. 론도. 알레그로 - 프레스토
2/4 박자, 다단조, 론도 형식, 약 9분 소요.
속칠화음으로 시작하는 다단조의 터키풍 리듬을 새기는 론도 주제가 반복적으로 제시된 후, 팡파르와 같은 관악기에 이끌려 내림마장조의 부주제가 나타난다.
론도 주제의 복귀 전에는 피아노 독주의 주구를 볼 수 있다. 중간부에서는 내림가장조의 화기애애한 주제가 나타난다.
론도 주제 재현 후에는 다장조로 전환되어 부주제의 재현이 이루어진다. 내림라장조에서 론도 주제가 가볍게 회상된 후, 오케스트라의 투티로 극적인 흥을 돋우고, 독주 피아노에 의해 프레스티시모에서 화려한 패시지가 연주된다. 그 뒤 코다에 들어가 6/8 박자로 전환된 다음, 프레스토가 되어 관현악의 강주에 의해 다장조로 즐겁게 끝이 난다. 이 코다는 급속한 템포 속에서의 분산 옥타브 등 지극히 어려운 테크닉이 요구되어 연주에 어려움을 겪고 있다.